# Leggi livornine

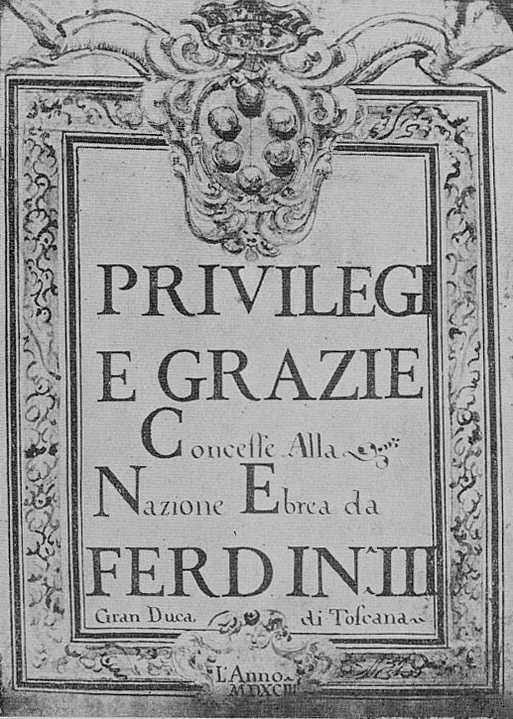
Leggi Livornine

Le leggi livornine costituivano una serie di provvedimenti legislativi emanati dal granduca di Toscana Ferdinando I de' Medici in due fasi, nel 1591 e nel 1593, al fine di richiamare a Livorno una popolazione attiva in grado di favorire lo sviluppo economico della città e dell'economia marittima del Granducato di Toscana.
Malgrado le livornine fossero originariamente rivolte anche alla città di Pisa, fu soprattutto Livorno a trarne i maggiori benefici, che si estesero anche al di là del mero ambito economico.

## I provvedimenti per il popolamento di Livorno

### Premesse
Già durante l'epoca pisana e nei primi anni della Repubblica di Firenze le autorità avevano emanato una serie di privilegi per tutti coloro che fossero venuti ad abitare a Livorno.
Nel 1548 Cosimo I de' Medici aveva garantito agli ebrei protezione dall'Inquisizione. Inoltre, con un bando del 1586 si era invitata la Nazione inglese a Livorno a condizione che non si mettesse contro i cristiani, né portasse merci turche. Per ringraziamento la regina Elisabetta I d'Inghilterra aveva abolito il dazio sull'allume importato dai Fiorentini.
Nel 1587 Ferdinando I, fratello di Francesco, divenne granduca di Toscana, dando un concreto impulso alla realizzazione del porto e della nuova città di Livorno, destinata a divenire il principale sbocco a mare per i traffici del granducato.
L'8 ottobre 1590 Ferdinando I emanò una legge per incentivare la crescita demografica della città; si trattava di un invito a stabilirsi a Livorno, con la promessa di immunità per i debiti contratti e i delitti commessi precedentemente, con l'aggiunta di alcune facilitazioni per l'acquisto della casa a manifattori di sartie, calefati, maestri d'ascia, legnaiuoli d'ogni sorte, muratori, marangoni, scalpellini, pescatori, marinai, febri e d'ogni altro mestiero manuale fuori che braccianti e vangatori (queste eccezioni furono abolite nel 1592).

### Le livornine
Il 19 febbraio 1591, un ulteriore provvedimento con il quale "Il Serenissimo Gran Duca di Toscana e per S.A.S. gli Molti Magnifici, et Clarissimi sigg. Luogotenenti e Consiglieri della Repubblica Fiorentina adunati ecc..... considerando di quanto benefitio et comodità apporti alli traffichi et commercj degli Stati di S.A.S. il Porto di Livorno..." garantivano ad esempio la cancellazione dei debiti contratti con stranieri, esenzione di tasse, l'annullamento di condanne penali (con alcune eccezioni, tra le quali l'eresia e la "falsa moneta") e la vendita agevolata di alloggi per chiunque si fosse trasferito nella città labronica.
Il cosiddetto "privilegio" del 1591 fu ampliato il 10 giugno 1593, divenendo noto come "costituzione livornina". La livornina era indirizzata agli ebrei e ai mercanti di qualsivoglia nazione che fossero venuti ad abitare a Livorno e a Pisa: "Il Serenissimo Gran Duca... a tutti Voi Mercanti di qualsivoglia Nazione, Levantini, Ponentini, Spagnuoli, Portughesi, Grechi, Tedeschi, Italiani, Ebrei, Turchi, Mori, Armeni, Persiani, dicendo ad ognuno di essi salute... per il suo desiderio di accrescere l'animo a forestieri di venire a frequentare lor traffichi, merchantie nella sua diletta Città di Pisa e Porto e scalo di Livorno con habitarvi, sperandone habbia a resultare utile a tutta Italia, nostri sudditi e massime a poveri...". Tra gli aspetti più importanti, essa garantiva libertà di culto (essenzialmente per gli ebrei, restavano esclusi gli altri acattolici), di professione religiosa e politica, annullamento dei debiti e di altre condanne per almeno 25 anni, istituiva un regime doganale a vantaggio delle merci destinate all'esportazione ed assicurava la libertà di esercitare un qualsiasi mestiere, purché tenessero una casa a Pisa o a Livorno.

### Le nazioni

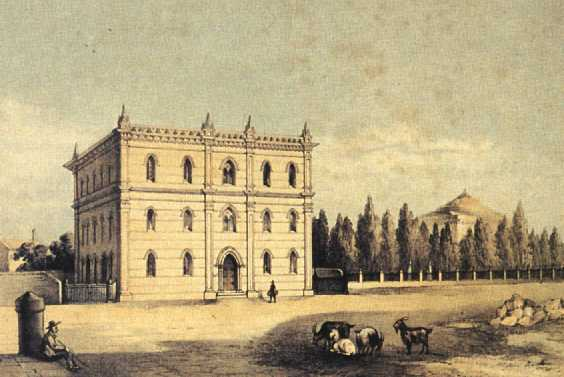
Chiesa presbiteriana scozzese, cimitero degli inglesi e chiesa anglicana di San Giorgio

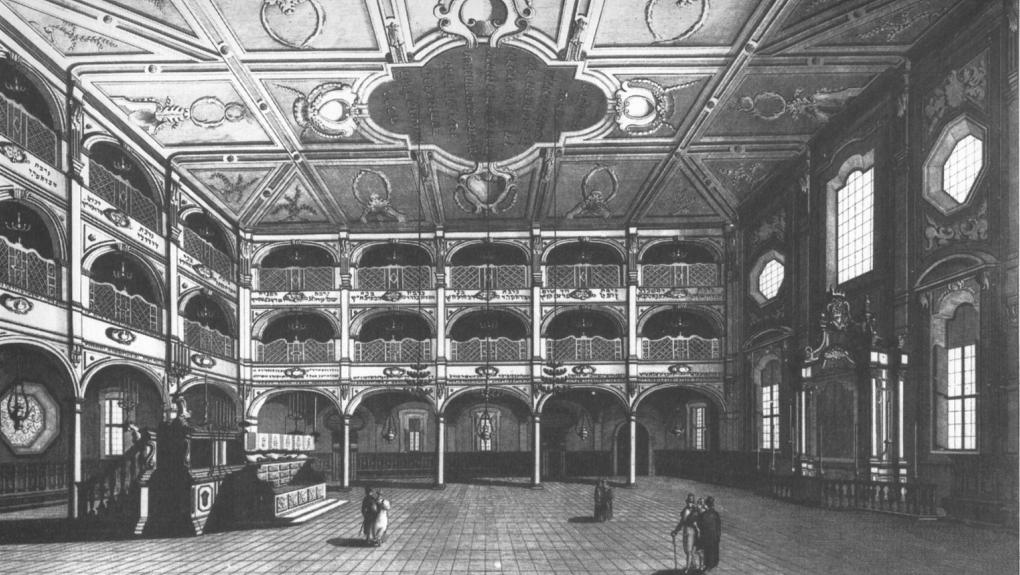
Sinagoga vecchia di Livorno

Le leggi livornine, unite all'istituzione del porto franco e alla neutralità del porto, favorirono l'afflusso in città di numerosi mercanti stranieri: greci (sebbene un primo nucleo si fosse sviluppato già nel XVI secolo e fosse impiegato sulle navi dell'ordine di Santo Stefano), francesi, olandesi-alemanni, armeni, inglesi, ebrei ed altri.
Sin dal Seicento queste comunità, dotate di propri consoli, conferirono a Livorno le caratteristiche di città cosmopolita, multietnica e multireligiosa; un cosmopolitismo artificioso, frutto di una politica finalizzata a incentivare l'interesse economico del granducato e caratterizzato da diverse limitazioni, ma che nel contesto europeo dell'epoca segnò comunque un'apertura straordinaria.
Per circa tre secoli, le Nazioni resero Livorno uno degli empori mercantili più fiorenti del Mediterraneo e legarono il proprio nome non soltanto a istituzioni finanziarie e commerciali, palazzi e ville suburbane, ma anche alla vita politica e sociale della città, nonché ad opere di pubblica utilità e di beneficenza, come teatri, asili e scuole.
Per il territorio, la loro presenza determinò l'apertura di spazi cimiteriali e luoghi di culto nazionali.
Sin dall'inizio del XVII secolo diverse comunità cattoliche di rito latino ebbero un punto di riferimento nella chiesa della Madonna, ubicata sulla via omonima. In adiacenza i greci di rito bizantino eressero la chiesa della Santissima Annunziata, mentre un secolo più tardi, anche gli armeni ebbero il permesso di costruire il proprio luogo di culto lungo la via della Madonna.
Grazie ai privilegi delle Livornine, già nel Seicento gli ebrei poterono disporre di un cimitero e di una sinagoga; la comunità non fu confinata in un ghetto, ma si insediò essenzialmente alle spalle del duomo, dove sorsero alcuni tra gli edifici più alti della città.
I cristiani acattolici, invece, dovettero scontrarsi con le severe disposizioni dell'inquisizione, in quanto l'unico culto cristiano riconosciuto lecito era quello cattolico. Per questo, per molto tempo, non poterono realizzare i propri cimiteri; il primo cimitero acattolico-protestante fu quello degli inglesi, che per molti anni non poté essere recintato o caratterizzato da sepolcri monumentali.
Analogamente, anche la costruzione di chiese ortodosse e protestanti fu a lungo contrastata dal clero cattolico. Tuttavia, nella seconda metà del Settecento, grazie alle pressioni delle autorità civili e diplomatiche, fu autorizzata la costruzione della prima chiesa acattolica di tutta la Toscana, la chiesa greco-ortodossa della Santissima Trinità, la quale però non poteva avere un campanile e non doveva essere riconoscibile dalla via pubblica. Di lì a poco anche i protestanti poterono realizzare le prime umili cappelle.
L'ultimo significativo capitolo delle Nazioni si ebbe intorno alla metà dell'Ottocento, quando gli acattolici-protestanti inglesi, scozzesi e della Congregazione olandese alemanna (che all'epoca riuniva soprattutto svizzeri e tedeschi) poterono finalmente edificare vere e proprie chiese, di foggia e dimensioni adeguate all'importanza conseguita dalle rispettive comunità.
Gli anni successivi all'unificazione sancirono il declino delle nazioni.
L'abolizione del porto franco, attuata nel 1868, e la crisi economica che si ripercosse sulla città verso la fine dell'Ottocento, causarono la partenza di molti mercanti e la perdita di visibilità della maggior parte di quei beni legati alla loro memoria.
Nel periodo compreso tra le due guerre mondiali furono smantellati alcuni cimiteri storici, mentre nei primi anni quaranta, durante il regime fascista, fu autorizzata la demolizione della chiesa greco-ortodossa della Santissima Trinità. Questo patrimonio fu ulteriormente ridimensionato a causa degli eventi bellici e della successiva ricostruzione, quando la storia delle Nazioni fu in parte dimenticata.